# Port lotniczy New Bight
Port lotniczy New Bight – port lotniczy w miejscowości New Bight, na wyspie Cat Island (Bahamy).